# Vaux-devant-Damloup
Vaux-devant-Damloup foi uma antiga comuna francesa na região administrativa de Grande Leste, no departamento de Meuse. Estendia-se por uma área de 6.56 km². Em 2010 a comuna tinha 80 habitantes (densidade: 12,2 hab./km²).
Em 1 de janeiro de 2019, ela foi inserida no território da nova comuna de Douaumont-Vaux.